# Innamoramento
«Innamoramento» (в перекладі з італ. закоханість) — п'ятий студійний альбом французької співачки Мілен Фармер, випущений 7 квітня 1999. Шість пісень з диску були випущені окремими синглами. Цей альбом став одним з найуспішніших в кар'єрі співачки: тільки у Франції було продано понад 1 500 000 примірників. У 2000 році Innamoramento переміг на премії NRJ Music Awards в номінації «франкомовний альбом року».
З вересня 1999 по березень 2000 Мілен Фармер зробила турне під назвою «Mylenium Tour» на підтримку альбому, у межах якого відбулося 42 концерти (у Франції, Бельгії, Швейцарії та Росії). Три концерти пройшли в Росії: один в Санкт-Петербурзі і два в Москві.

## Створення і реліз
До 1999 року Фармер практично не з'являлася на публіці і в ЗМІ після концерту Paris-Bercy в 1996 році. Співачка провела велику частину цього часу в поїздках в різні країни (такі як Росія, Китай, Ірландія, Італія та США), де вона набиралася натхнення для її наступного альбому, надавши йому велику етнічне забарвлення. Вона також була натхненна книгами Le Choc Amoureux Франческо Альбероні, Si c'est un Homme Прімо Леві і книгами про буддизм. Хоча деякі ЗМІ повідомляли, що альбом буде називатися Immortelles, Mes Moires (за даними журналу Voici), Mémoires і Ensemble, також ходили чутки, що наступний альбом буде робити ставку на техно звучання (і перший сингл буде називатися «Small World», за даними бельгійської газети 7 Extra). Альбом був записаний в студіях Ocean Way Recording і Record One в Лос-Анджелесі, але зведений Guillaume Tell studio в Парижі.
У підсумку, альбом був випущений 7 квітня, майже через місяць після релізу синглу «L'Âme-stram-gram», і був названий Innamoramento, з посиланням на книгу Франческо Альбероні згадану вище. Цитатою цього автора також представлені на першій сторінці буклету альбому. Фотографії для альбому, зроблені Марино Парізотто Вей, оцінюються вартістю близько 104 000 євро. На обкладинці Фармер, одягнена в білу сукню, сидить на верхній частині відкритої залізної клітки посеред океану.

## Списки композицій
1. L'Amour Naissant (4:55)
2. L’Âme-Stram-Gram (4:19)
3. Pas le temps de vivre (5:12)
4. Dessine-moi un mouton (4:34)
5. Je te rends ton amour (5:09)
6. Méfie-toi (5:25)
7. Innamoramento (5:20)
8. Optimistique-moi (4:19)
9. Serais-tu là? (4:40)
10. Consentement (4:35)
11. Et si vieillir m'était conté (4:50)
12. Souviens-toi du jour... (4:55)
13. Mylenium (5:20)